# College
College (koledż) – określenie związane z różnymi formami wyższej edukacji w krajach anglosaskich, szczególnie w Wielkiej Brytanii i Stanach Zjednoczonych, a także w innych krajach zachodnioeuropejskich. Pierwotnie oznaczał miejsce, w którym żyli studenci uniwersytetu. Koledże prowadziły też swoje kursy. Był to tak zwany system kolegialny, wywodzący się z Francji.
W Stanach Zjednoczonych college to albo część uniwersytetu (analogicznie do wydziału w polskim systemie edukacyjnym), albo odrębna szkoła wyższa specjalizująca się w danej dziedzinie, niebędąca jednak uniwersytetem. Kończąc amerykański koledż, zwyczajowo uzyskuje się tytuł Bachelor of Arts lub Bachelor of Science, co jest odpowiednikiem tytułu licencjata według systemu Unii Europejskiej. Nauka w amerykańskim koledżu trwa zwykle 4 lata. Z tytułem Bachelor można bezpośrednio rozpocząć zdobywanie tytułu Master lub PhD w graduate school. Amerykański uniwersytet zwykle jest złożony z koledżu i graduate school.
Innym typem koledżu jest community college, w którym po dwóch latach studiów otrzymuje się tytuł Associate (jego polskim odpowiednikiem jest technik).
Termin college odnosi się w Stanach Zjednoczonych do wyższej edukacji niezależnie od tego, czy kończy się tytułem Associate, czy Bachelor. W Kanadzie termin ten stosuje się do dwuletnich szkół (ponadśrednich), a nie do uniwersytetów, jednak istnieją również dłuższe programy, po których ukończeniu zdobywa się Advanced Diploma, dzięki któremu można dostać się do uniwersytetu na przyspieszone programy.
Wielu uczniów najpierw studiuje w Community College, a następnie kontynuuje naukę w szkołach 4-letnich. Powodem takiego działania są dużo niższe koszty nauki i utrzymania niż w koledżu 4-letnim.

## Wyjątki
- Kolegium Europejskie (College of Europe) kształci wyłącznie na poziomie podyplomowym.
- All Souls College w Oksfordzie zrzesza wyłącznie profesorów.